# ラバスティッド＝デュ＝タンプル
ラバスティッド＝デュ＝タンプル （Labastide-du-Temple）は、フランス、オクシタニー地域圏、タルヌ＝エ＝ガロンヌ県のコミューン。

## 地理
コミューンはカステルサラザンとモントーバンの中間にある。

## 由来
フランス革命の間、コミューンの名は短縮されてラバスティッドと呼ばれていた。

## 人口統計
| 1962年 | 1968年 | 1975年 | 1982年 | 1990年 | 1999年 | 2006年 | 2012年 |
| ------ | ------ | ------ | ------ | ------ | ------ | ------ | ------ |
| 575    | 552    | 588    | 605    | 783    | 803    | 990    | 1125   |

source=1999年までLdh/EHESS/Cassini、2004年以降INSEE

## 経済
郡庁所在地カステルサラザンと県都モントーバンの中間にあるため、県の経済中心地である両コミューンで働く労働者たちの住宅地の1つとなっている。
花木苗生産が今も多数ある。アルメカ社はフランス国内においてエアバッグ用部品のリーディング・メーカーである。アブソジェ社は果物の保存において世界的な企業である。